# Анка Матић Грозда
Анка Матић Грозда (Ириг, 9. август 1918 — Ваљево, 15. октобар 1944) била је учесница Народноослободилачке борбе и народни херој Југославије.

## Биографија
Рођена је 9. августа 1918. године у сремској варошици Иригу. Потицала је из добростојеће земљорадничке породице. Њен отац Јован имао је петоро деце – два сина и три ћерке. Основну школу је завршила у родном месту и потом се бавила пословима у домаћинству.
Прва сазнања о револуционарном радничком покрету добила је од своје старије браће, који су били чланови илегалне Комунистичке партије Југославије (КПЈ). Такође њен отац, иако богати сељак, био је левичарски оријентисан и симпатизер комунизма, тако да није негативно утицао на своју децу што су чланови КПЈ. У прво време слушајући браћу и њихове разговоре, а касније и сама читајући марксистичку и другу литературу Анка се определила за револуционарни покрет и априла 1940. године постала члан Савеза комунистичке омладине Југославије (СКОЈ).
Одмах после окупације Краљевине Југославије, 1941. године Анка се заједно са оцем, браћом и сестрама укључила у Народноослободилачки покрет и учествовала у свим акцијама покрета. Радила је на организовању омладине, на прикупљању хране, одеће, обуће и друге помоћи партизанима и др. Њена и активност њене породице није остала не запажена усташкој полицији, па је у фебруару 1942. године била ухапшена заједно са оцем. На саслушавањима у полицији је била мучена, али ништа није признала, нити кога одала. Због недостатка доказа који би доказали да је радила за НОП, Анка је била пуштена на слободу, али је њен отац задржан као талац у затвору, јер су му синови били у партизанима.
По пуштању на слободу, наставила је да ради у покрету. Када су јој усташе јуна 1942. године убиле оца Јована, Анка је напустила Ириг и отишла на Фрушку гору, где се прикључила Подунавском партизанском одреду. Убрзо по њеном одласку у партизане, крајем августа уследила је велика непријатељска офанзива чији је циљ био да очисти Фрушку гору од партизана. Уз велике губитке, њен Одред је успео да се пробије из окружења и тако избегне уништење. Потом се пребацио у доњи Срем, где је услед великих губитака био реорганизован у Други сремски батаљон.
Услед тешког положаја партизанских снага у Срему, новембра 1942. године донета је одлука да главнина сремских партизана пређе у источну Босну и тамо настави борбу, док се у Срему не стекну повољнији услови. Анкин батаљон се налазио у првој групи сремских бораца који су прешли у Босну. По доласку на нови терен, уследиле су нове борбе – заједно са борцима Шесте источнобосанске бригаде, сремски партизани су учествовали у веома успешним борбама против четника на Мајевици, Семберији и Требави, као и са усташама и домобранима на комуникацији Тузла-Лопаре-Брчко. У свим овим тешким борбама учествовала је и Анка. Иако млада и наизглед слабашна девојка, није се одвајала од других бораца, а често се и истицала.
Априла 1943. године Анкин батаљон је укључен у састав тада формиране Друге војвођанске ударне бригаде. Њена бригада, у саставу Шеснаесте војвођанске дивизије, током 1943. и прве половине 1944. године водила је борбе у источној Босни, а у току јула 1944. започела је четрдесетодневни марш преко источне Босне, Зеленгоре, Дурмитора и Голије у Херцеговину. Крајем августа 1944. се поново вратила у источну Босну, да би почетком септембра прешла Дрину и учествовала у борбама за ослобођење западне Србије.
У свим овим тешким и напорним борбама Анка се истицала својом храброшћу. Била је најпре борац, па политички делегат вода, па заменик политичког комесара и на крају политички комесар једне чете у Другој војвођанској бригади. И поред дужности које је обављала учествовала је у борби. Борци Друге војвођанске бригаде посебно су упамтили њену присебност и храброст у веома тешким борбама са Немцима, на путу Цапарде-Зворник, у лето 1943. године. Њену чету напала су тада четири тенка и бројнија пешадијска јединица. У најкритичнијем тренутку, када је чети претило уништење, Анка је са бомбама у рукама кренула у јуриш на тенкове. Понесени њеним примером, остали борци су такође кренули у јуриш. Друге партизанске чете које су учествовале у овој борби тада су појачале дејство на непријатеља, па се он уз губитке морао повући.
У лето 1944. године Анка је била рањена у борбама у Црној Гори, али је одбила да се са другим рањеницима савезничким авионима евакуише и лечење настави у Италији. Упорно је одбијала да напусти своје другове, па је такође одбила и предлог да се повуче у заштитну јединицу Шеснаесте војвођанске дивизије.
Почетком октобра 1944. године Анка је са својом Другом војвођанском бригадом, у склопу Београдске операције, учествовала у веома тешким борбама за ослобођење Обреновца. Први напад отпочео је увече 9. октобра, али се непријатељ упорно бранио, а у току ноћи му је стигло појачање, па су се партизанске снаге морале повући на почетне положаје. Нови напад отпочео је у току ноћи 10/11. октобра, али се непријатељ поново упорно бранио, забарикидиран иза добро утврђених бетонских бункера, па су се партизанске снаге поново морале повући. Због овакве ситуације, Штаб Дванаестог војвођанског корпуса је донео одлуку да део својих снага упути у даље наступање ка Београду, а да други део задржи у блокади Обреновца.
Услед све већег напредовања јединица НОВ и ПОЈ и Црвене армије ка Београду, окупаторске снаге из Обреновца су одлучиле да се повуку преко Саве у Срем. Преко раније изграђеног понтонског моста, код села Забрежја отпочели су своје извлачење. Преостале партизанске снаге тада су отпочеле нови напад на непријатеља, који се најупорније бранио у селу Забрежју, чувајући једину путању повлачења. У овим тешким борбама учествовао је Анкин батаљон, а када је један немачки тенк кренуо на положај њене чете, она је поново са бомбом у руци кренула у јуриш. За њом су и тада кренули њени саборци, али је она овом приликом била теже рањена рафалом из непријатељског митраљеза. Одмах потом било је организовано њено пребацивање у болницу у ослобођеном Ваљеву, али је сутрадан 15. октобра 1944. године услед тешких рана преминула.
Указом председника ФНР Југославије Јосипа Броза Тита 26. септембра 1953. проглашена је за народног хероја.
Име Анке Матић данас носе улице у њеном родном Иригу, Земуну и Београду. Године 1972. у центру Ирига, испред Дома здравља, подигнута јој је спомен-биста од бронзе, рад вајара Јована Солдатовића.